# エドウィン・サンズ (第2代サンズ男爵)

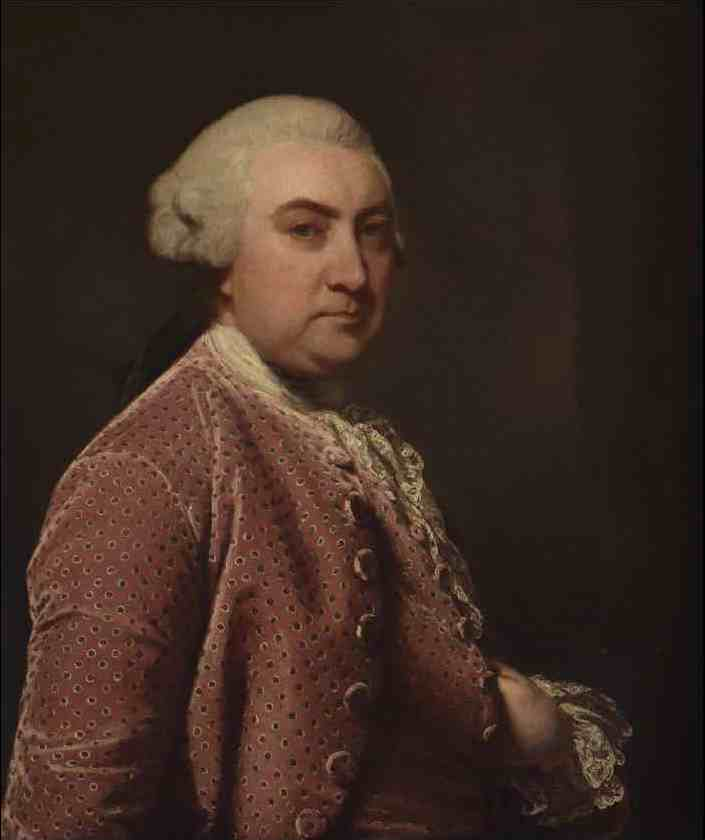
ジョシュア・レノルズによる肖像画。

第2代サンズ男爵エドウィン・サンズ（英語: Edwin Sandys, 2nd Baron Sandys、1726年4月18日 – 1797年3月11日）は、グレートブリテン王国の貴族、政治家。庶民院議員（在任：1747年 – 1761年、1762年 – 1770年）、下級海軍卿（Lord of Admiralty、在任：1757年4月 – 7月）を歴任した。

## 生涯
サミュエル・サンズ（後の初代サンズ男爵）と妻レティシア（Laetitia、旧姓ティッピング（Tipping）、1779年5月没、初代準男爵サー・トマス・ティッピングの長女）の息子として、1726年4月18日に生まれ、5月14日にピカデリーのセント・ジェームズ教会で洗礼を受けた。1742年よりイートン・カレッジで教育を受けた後、1743年5月21日にオックスフォード大学ニュー・カレッジに入学した。1756年7月8日、オックスフォード大学よりD.C.L.の学位を授与された。
1747年イギリス総選挙でホイッグ党候補としてドロイトウィッチ選挙区から出馬した。ドロイトウィッチではフォーリー男爵とウィニントン家（Winnington）が1議席ずつ掌握していたが、1747年の総選挙ではフォーリー男爵が2議席を取ろうとしてトーリー党候補2名を出しており、与党ホイッグ党も候補者2名を出した。結果はサンズ18票でそれ以外の候補者3名が19票であり、選管は19票を得た候補者3名の当選を宣告して、最終決定を庶民院に委ねた。候補者4名が全員選挙申し立てをした結果、庶民院はまず選管決定の裁定として、トマス・フォーリー（トーリー党）とフランシス・ウィニントン（ホイッグ党）の当選が宣告されるべきだったとし、その1週間後に選挙結果に対する裁定を行った。サンズが選挙申し立てでフォーリーの得票のうち、9人が実際は選挙権がなかったことを証明したため、庶民院はフォーリーとサンズの当選を裁定、サンズが逆転当選した。
1754年イギリス総選挙では初代ニューカッスル公爵トマス・ペラム＝ホリスによりボッシニー選挙区の候補者に選ばれた。ボッシニーではエドワード・ウォートリー・モンタギューと初代エッジカム男爵リチャード・エッジカムが1議席ずつ掌握しており、サンズはエッジカム男爵の支持を受けて当選した。選挙に必要な経費は1,500ポンドでそのうち1,200ポンドはサンズが支払うと決められた。1757年暫定内閣では1757年4月から7月まで短期間下級海軍卿（Lord of Admiralty）を務めた。
1761年イギリス総選挙ではニューカッスル公爵の候補者リストから外されたが、ウェストミンスター選挙区選出の庶民院議員エドワード・コーンウォリス閣下はジブラルタル総督に任命されて議員を退任すると、後任としてサンズを推薦した。ウェストミンスター選挙区はこの時代では常に社会地位の高い人物が議員に選出されており、1754年から1790年までの間の議員14名のうち、9名が貴族の息子、1名がアイルランド貴族、4名が準男爵だった。サンズも男爵の息子だったが、父が1743年に叙爵された新興貴族だったため、ニューカッスル公爵はサンズがウェストミンスターを代表するに「足りる名誉」（of dignity enough）があるかどうかの確信を持てなかった。そして、ニューカッスル公爵が選挙区で勢力のある第4代ベッドフォード公爵ジョン・ラッセルに打診すると、ベッドフォード公爵は国王ジョージ3世が受け入れられる人物であればよいと返答した。ジョージ3世はティッチフィールド侯爵ウィリアム・キャヴェンディッシュ＝ベンティンク（後の第3代ポートランド公爵、イギリス首相）に出馬させたかったが、結局サンズが出馬して無投票で当選した。
議会では演説の記録はなかった、グレンヴィル内閣期（1763年 – 1765年）にジョン・ウィルクスと一般逮捕状をめぐる採決で野党に同調して投票し、チャタム伯爵内閣期（1766年 – 1768年）に土地税をめぐる採決で政府に同調、グラフトン公爵内閣期（1768年 – 1770年）にウィルクス当選問題をめぐり政府に同調した。1770年4月21日に父が死去すると、サンズ男爵位を継承した。
弟マーティン（1729年ごろ – 1768年12月26日）とその妻メアリーが1768年と1769年に相次いで死去すると、2人の娘メアリー（1764年9月19日 – 1836年8月1日）の保護者になったとされる。
1797年3月11日にオムバーズリー・コートで死去、オムバーズリーで埋葬された。子女がおらず、爵位は廃絶した。莫大な遺産を残しており、妻アンナ・マリアが継承したのち、1806年11月にアンナ・マリアが死去すると2代サンズ男爵の弟マーティンの娘メアリーが継承した。

## 評価
『ザ・ジェントルマンズ・マガジン』は1800年にサンズ男爵を「すばらしい判断力はなかったが、他人からの助言は苦もなく受け入れた。イングランド史や議会、特に庶民院のしきたりに精通し、庶民院議員としては会議に欠かさず出席した」（[he] had no great judgement of his own, but was easily guided; very conversant in English history and forms of Parliament, especially of the House of Commons, which he constantly attended while a Member）と評した。

## 家族
1769年1月26日、アンナ・マリア・キング（Anna Maria King、1719年ごろ – 1806年11月1日、ウィリアム・ペイン・キングの未亡人、ジェームズ・コールブルックの娘）と結婚したが、2人の間に子供はいなかった。